# Elazar
Elazar (en hebreo: אֶלְעָזָר) es un asentamiento israelí ubicado en el Área de Judea y Samaria, en Cisjordania, a 18 kilómetros al sur de Jerusalén, el asentamiento está situado en el bloque de Gush Etzion. Elazar es un asentamiento comunitario. En 2017 tenía una población de 2.571 habitantes. El asentamiento es administrado por el Consejo Regional de Gush Etzion.
La comunidad internacional considera que los asentamientos israelíes en la Cisjordania ocupada son ilegales según el derecho internacional, aunque el gobierno israelí no está de acuerdo con esta afirmación.

## Netiv HaAvot
El puesto avanzado Netiv HaAvot, oficialmente es una expansión del asentamiento Elazar. El puesto avanzado está ubicado a 500 metros de la jurisdicción del asentamiento de Elazar, y está cerca del asentamiento de Alon Shvut, fue construido en unas tierras que algunas organizaciones a favor de los derechos humanos, consideran tierras agrícolas palestinas de propiedad privada, como la antigua propiedad de la familia Musa de Al-Khader.
Los aldeanos locales palestinos dicen que eran los dueños legítimos de la tierra, y la trabajaron hasta que se implantaron los toques de queda, después de la Intifada de Al-Aqsa, lo cual los obligó a abandonar sus tierras, mientras que los colonos se trasladaron a esos terrenos, para construir sus viviendas, en febrero de 2001. El General de Brigada Baruch Spiegel, declaró que el puesto avanzado se construyó en tierras palestinas de propiedad privada, y en unas tierras cuya propiedad aún estaba sujeta a determinación. Posteriormente, el puesto avanzado Netiv HaAvot, figuró entre los 105 puestos de avanzada enumerados en el informe Sasson presentado al gobierno israelí en 2005, el informe señaló que el Ministerio Israelí de Vivienda y Construcción, había gastado hasta esa fecha 300.000 NIS para desarrollar el puesto.